# Ciclismo ai Giochi della XXX Olimpiade - Omnium femminile
Le gare di omnium femminile dei Giochi della XXX Olimpiade furono corse il 6 e 7 agosto al London Velopark, nel Regno Unito. La medaglia d'oro fu vinta dalla britannica Laura Trott.
Vide la partecipazione di 18 atlete.

## Risultati

### Giro lanciato
| Pos. | Atleta             | Tempo  |
| ---- | ------------------ | ------ |
| 1    | Laura Trott        | 14"057 |
| 2    | Clara Sanchez      | 14"058 |
| 3    | Annette Edmondson  | 14"261 |
| 4    | Kirsten Wild       | 14"335 |
| 5    | Sarah Hammer       | 14"369 |
| 6    | Leire Olaberria    | 14"463 |
| 7    | Tara Whitten       | 14"516 |
| 8    | Marlies Mejias     | 14"554 |
| 9    | Huang Li           | 14"571 |
| 10   | Jolien D'Hoore     | 14"594 |
| 11   | Hsiao Mei-yu       | 14"662 |
| 12   | Tatsiana Sharakova | 14"701 |
| 13   | Małgorzata Wojtyra | 14"754 |
| 14   | Lee Min-Hye        | 14"793 |
| 15   | Evgenia Romanyuta  | 14"909 |
| 16   | Jo Kiesanowski     | 14"924 |
| 17   | Angie González     | 15"115 |
| 18   | María Luisa Calle  | 15"559 |

### Corsa a punti
| Pos. | Atleta             | Giri | Punti |
| ---- | ------------------ | ---- | ----- |
| 1    | Małgorzata Wojtyra | 1    | 34    |
| 2    | Tatsiana Sharakova | 1    | 28    |
| 3    | Tara Whitten       | 1    | 28    |
| 4    | Jolien D'Hoore     | 1    | 25    |
| 5    | Sarah Hammer       | 1    | 25    |
| 6    | Evgenia Romanyuta  | 1    | 24    |
| 7    | Jo Kiesanowski     | 1    | 22    |
| 8    | María Luisa Calle  | 1    | 22    |
| 9    | Angie González     | 1    | 20    |
| 10   | Laura Trott        | 0    | 14    |
| 11   | Annette Edmondson  | 0    | 10    |
| 12   | Marlies Mejias     | 0    | 4     |
| 13   | Leire Olaberria    | 0    | 3     |
| 14   | Lee Min-Hye        | 0    | 3     |
| 15   | Huang Li           | 0    | 2     |
| 16   | Kirsten Wild       | 0    | 2     |
| 17   | Hsiao Mei-yu       | 0    | 2     |
| 18   | Clara Sanchez      | 0    | 0     |

### Corsa a eliminazione
| Pos. | Atleta             |
| ---- | ------------------ |
| 1    | Laura Trott        |
| 2    | Sarah Hammer       |
| 3    | Annette Edmondson  |
| 4    | Evgenia Romanyuta  |
| 5    | Kirsten Wild       |
| 6    | Jolien D'Hoore     |
| 7    | Jo Kiesanowski     |
| 8    | Tara Whitten       |
| 9    | Marlies Mejias     |
| 10   | Małgorzata Wojtyra |
| 11   | Lee Min-Hye        |
| 12   | Leire Olaberria    |
| 13   | Clara Sanchez      |
| 14   | María Luisa Calle  |
| 15   | Tatsiana Sharakova |
| 16   | Huang Li           |
| 17   | Hsiao Mei-yu       |
| 18   | Angie González     |

### Inseguimento individuale
| Pos. | Atleta             | Tempo    |
| ---- | ------------------ | -------- |
| 1    | Sarah Hammer       | 3'29"554 |
| 2    | Laura Trott        | 3'30"547 |
| 3    | Tara Whitten       | 3'31"114 |
| 4    | Annette Edmondson  | 3'35"958 |
| 5    | Tatsiana Sharakova | 3'38"301 |
| 6    | Kirsten Wild       | 3'39"741 |
| 7    | María Luisa Calle  | 3'40"349 |
| 8    | Jolien D'Hoore     | 3'41"495 |
| 9    | Marlies Mejias     | 3'41"897 |
| 10   | Evgenia Romanyuta  | 3'42"301 |
| 11   | Jo Kiesanowski     | 3'44"971 |
| 12   | Małgorzata Wojtyra | 3'45"083 |
| 13   | Huang Li           | 3'45"610 |
| 14   | Leire Olaberria    | 3'46"317 |
| 15   | Lee Min-Hye        | 3'46"871 |
| 16   | Hsiao Mei-yu       | 3'49"051 |
| 17   | Angie González     | 3'54"926 |
| 18   | Clara Sanchez      | 3'56"800 |

### Scratch
| Pos. | Atleta             | Giri |
| ---- | ------------------ | ---- |
| 1    | Annette Edmondson  | 0    |
| 2    | Sarah Hammer       | 0    |
| 3    | Laura Trott        | 0    |
| 4    | Kirsten Wild       | 0    |
| 5    | Jolien D'Hoore     | 0    |
| 6    | Tara Whitten       | 0    |
| 7    | Jo Kiesanowski     | 0    |
| 8    | Huang Li           | 0    |
| 9    | Lee Min-Hye        | 0    |
| 10   | Evgenia Romanyuta  | 0    |
| 11   | María Luisa Calle  | 0    |
| 12   | Tatsiana Sharakova | 0    |
| 13   | Małgorzata Wojtyra | 0    |
| 14   | Marlies Mejias     | 0    |
| 15   | Hsiao Mei-yu       | 0    |
| 16   | Leire Olaberria    | 0    |
| 17   | Angie González     | 0    |
| 18   | Clara Sanchez      | 0    |

### Corsa a cronometro
| Pos. | Atleta             | Tempo  |
| ---- | ------------------ | ------ |
| 1    | Laura Trott        | 35"110 |
| 2    | Annette Edmondson  | 35"140 |
| 3    | Clara Sanchez      | 35"451 |
| 4    | Sarah Hammer       | 35"900 |
| 5    | Marlies Mejias     | 35"912 |
| 6    | Huang Li           | 36"315 |
| 7    | Jo Kiesanowski     | 36"360 |
| 8    | Leire Olaberria    | 36"363 |
| 9    | Hsiao Mei-yu       | 36"482 |
| 10   | Tara Whitten       | 36"509 |
| 11   | Lee Min-Hye        | 36"547 |
| 12   | Jolien D'Hoore     | 36"585 |
| 13   | Tatsiana Sharakova | 36"748 |
| 14   | Małgorzata Wojtyra | 36"790 |
| 15   | Kirsten Wild       | 37"152 |
| 16   | Evgenia Romanyuta  | 37"308 |
| 17   | Angie González     | 37"578 |
| 18   | María Luisa Calle  | 37"937 |

## Classifica finale
| Pos.    | Atleta             | GL | CP | CE | II | SC | CC | Totale |
| ------- | ------------------ | -- | -- | -- | -- | -- | -- | ------ |
| Oro     | Laura Trott        | 1  | 10 | 1  | 2  | 3  | 1  | 18     |
| Argento | Sarah Hammer       | 5  | 5  | 2  | 1  | 2  | 4  | 19     |
| Bronzo  | Annette Edmondson  | 3  | 11 | 3  | 4  | 1  | 2  | 24     |
| 4       | Tara Whitten       | 7  | 3  | 8  | 3  | 6  | 10 | 37     |
| 5       | Jolien D'Hoore     | 10 | 4  | 6  | 8  | 5  | 12 | 45     |
| 6       | Kirsten Wild       | 4  | 16 | 5  | 6  | 4  | 15 | 50     |
| 7       | Jo Kiesanowski     | 16 | 7  | 7  | 11 | 7  | 7  | 55     |
| 8       | Marlies Mejias     | 8  | 12 | 9  | 9  | 14 | 5  | 57     |
| 9       | Tatsiana Sharakova | 12 | 2  | 15 | 5  | 12 | 13 | 59     |
| 10      | Evgenia Romanyuta  | 15 | 6  | 4  | 10 | 10 | 16 | 61     |
| 11      | Małgorzata Wojtyra | 13 | 1  | 10 | 12 | 13 | 14 | 63     |
| 12      | Huang Li           | 9  | 15 | 16 | 13 | 8  | 6  | 67     |
| 13      | Leire Olaberria    | 6  | 13 | 12 | 14 | 16 | 8  | 69     |
| 14      | Clara Sanchez      | 2  | 18 | 13 | 18 | 18 | 3  | 72     |
| 15      | Lee Min-Hye        | 14 | 14 | 11 | 15 | 9  | 11 | 74     |
| 16      | María Luisa Calle  | 18 | 8  | 14 | 7  | 11 | 18 | 76     |
| 17      | Hsiao Mei-yu       | 11 | 17 | 17 | 16 | 15 | 9  | 85     |
| 18      | Angie González     | 17 | 9  | 18 | 17 | 17 | 17 | 95     |